# Lijst van nummer 1-hits in de Vlaamse Ultratop 50 in 2010
De volgende hits stonden in 2010 op nummer 1 in de Vlaamse Ultratop 50.
| Nummer | Datum        | Artiest                  | Titel                                              |
| ------ | ------------ | ------------------------ | -------------------------------------------------- |
| 183    | 2 januari    | The Black Eyed Peas      | Meet me halfway                                    |
|        | 9 januari    | The Black Eyed Peas      | Meet me halfway                                    |
| 184    | 16 januari   | Absynthe Minded          | Envoi                                              |
|        | 23 januari   | Absynthe Minded          | Envoi                                              |
| 185    | 30 januari   | Yeah Yeah Yeahs          | Heads will roll                                    |
| 186    | 6 februari   | Natalia & Gabriel Ríos   | Hallelujah                                         |
|        | 13 februari  | Natalia & Gabriel Ríos   | Hallelujah                                         |
|        | 20 februari  | Natalia & Gabriel Ríos   | Hallelujah                                         |
| 187    | 27 februari  | Artists for Haïti        | We are the world 25                                |
| 188    | 6 maart      | Milk Inc.                | Storm                                              |
| 186    | 13 maart     | Natalia & Gabriel Ríos   | Hallelujah                                         |
|        | 20 maart     | Natalia & Gabriel Ríos   | Hallelujah                                         |
| 189    | 27 maart     | Tom Dice                 | Me and my guitar                                   |
| 190    | 3 april      | Lady Gaga & Beyoncé      | Telephone                                          |
|        | 10 april     | Lady Gaga & Beyoncé      | Telephone                                          |
|        | 17 april     | Lady Gaga & Beyoncé      | Telephone                                          |
|        | 24 april     | Lady Gaga & Beyoncé      | Telephone                                          |
|        | 1 mei        | Lady Gaga & Beyoncé      | Telephone                                          |
| 191    | 8 mei        | Stromae                  | Alors on danse                                     |
|        | 15 mei       | Stromae                  | Alors on danse                                     |
|        | 22 mei       | Stromae                  | Alors on danse                                     |
| 192    | 29 mei       | Tom Waes                 | Dos cervezas                                       |
| 189    | 5 juni       | Tom Dice                 | Me and my guitar                                   |
|        | 12 juni      | Tom Dice                 | Me and my guitar                                   |
| 191    | 19 juni      | Stromae                  | Alors on danse                                     |
| 193    | 26 juni      | Shakira & Freshlyground  | Waka waka (This time for Africa)                   |
|        | 3 juli       | Shakira & Freshly Ground | Waka waka (This time for Africa)                   |
|        | 10 juli      | Shakira & Freshly Ground | Waka waka (This time for Africa)                   |
| 194    | 17 juli      | Yolanda Be Cool & DCUP   | We no speak Americano                              |
| 193    | 24 juli      | Shakira & Freshly Ground | Waka waka (This time for Africa)                   |
| 194    | 31 juli      | Yolanda Be Cool & DCUP   | We no speak Americano                              |
|        | 7 augustus   | Yolanda Be Cool & DCUP   | We no speak Americano                              |
|        | 14 augustus  | Yolanda Be Cool & DCUP   | We no speak Americano                              |
|        | 21 augustus  | Yolanda Be Cool & DCUP   | We no speak Americano                              |
| 193    | 28 augustus  | Shakira & Freshly Ground | Waka waka (This time for Africa)                   |
| 195    | 4 september  | Editors                  | No sound but the wind (Live at Rock Werchter 2010) |
|        | 11 september | Editors                  | No sound but the wind (Live at Rock Werchter 2010) |
| 196    | 18 september | Tim Berg                 | Bromance                                           |
| 197    | 25 september | Eminem & Rihanna         | Love the way you lie                               |
| 198    | 2 oktober    | Aloe Blacc               | I need a dollar                                    |
|        | 9 oktober    | Aloe Blacc               | I need a dollar                                    |
| 199    | 16 oktober   | Duck Sauce               | Barbra Streisand                                   |
|        | 23 oktober   | Duck Sauce               | Barbra Streisand                                   |
|        | 30 oktober   | Duck Sauce               | Barbra Streisand                                   |
|        | 6 november   | Duck Sauce               | Barbra Streisand                                   |
|        | 13 november  | Duck Sauce               | Barbra Streisand                                   |
|        | 20 november  | Duck Sauce               | Barbra Streisand                                   |
| 200    | 27 november  | The Black Eyed Peas      | The time (Dirty bit)                               |
|        | 4 december   | The Black Eyed Peas      | The time (Dirty bit)                               |
|        | 11 december  | The Black Eyed Peas      | The time (Dirty bit)                               |
|        | 18 december  | The Black Eyed Peas      | The time (Dirty bit)                               |
|        | 25 december  | The Black Eyed Peas      | The time (Dirty bit)                               |